# Waioneke
La ville de Waioneke est une petite localité de la pointe sud de la péninsule de Kaipara Harbour (en), dans le district de Rodney de l’Île du Nord de la Nouvelle-Zélande.

## Situation
La ville de Parakai est située à 22 km au sud-est, et la route continue encore sur 14 km vers le nord-ouest. 
« Rangitira Beach »  et la «forêt de Woodhill (en) » sont localisés vers l’ouest, et « Omokoiti Flats » puis  la partie sud du mouillage de « Kaipara Harbour» sont situés vers l’est,.

## Histoire
Un pa Māori existait à Waioneke bien avant l’arrivée des européens dans ce secteur .
Le «bloc de  Waioneke» fut acquis en 1868 par Daniel Pollen (qui plus tard devint Premier Ministre de Nouvelle-Zélande) et ‘William Spearman Young’, pour y faire paître du bétail,.
Un «Waioneke Road Board» fut constitué après 1884, et fut responsable de construction et du maintien en état les routes sur la plus grande partie de la Péninsule de «South Head ». 
Le board fut dissout en 1899.
Waioneke était alors un centre important de chercheurs de gomme de kauri (en) de 1880 à 1900.
PLus tard, l’élevage des daims commença dans le secteur dans les années 1970, et un processus de replantation des arbres débuta au niveau de Waioneke.
Le «Kaipara Estate winery» commença à fonctionner dans la vallée de Waioneke en 1995 ,.

## Éducation
L’école de «Waioneke School» est une école primaire mixte allant de l’année 1 à 8, avec un taux de décile de 7 et un effectif de 98 élèves en décembre 2013 . 
L’école garde la trace de ses origines dans l’école de «Mairetahi School», établie en 1928. 
L’école a été déplacée vers son site actuel et prit son nom en 1938.